# Кірстен Данст
Кірстен Данст (англ. Kirsten Dunst; нар. 30 квітня 1982) — американська акторка, режисерка, сценаристка та продюсерка. Зірка стрічок «Інтерв'ю з вампіром: хроніка життя вампіра», «Марія Антуанетта», «Людина-павук», «Меланхолія». Лауреатка «Призу за найкращу жіночу роль» Каннського кінофестивалю (2011), премії Гільдії кіноакторів США (2017), премії «Вибір телевізійних критиків» (2016), і трьох премій «Супутник» (2017, двічі в 2022). Номінантка на премії «Оскар» (2022), «Золотий глобус» (1995, 2016, 2020, 2022) і «Еммі» (2016). Удостоєна зірки на Голлівудській алеї слави.

## Біографія
Народилась 30 квітня 1982 р. у місті Пойнт Плезант (штат Нью-Джерсі). Батько Клаус Данст працював у медичній компанії, а мати Інес була художницею і власницею галереї. До дев'яти років жила з родиною у Пойнт Плезанті, а після розлучення батьків з матір'ю та молодшим братом Крістіаном переїхала у Південну Каліфорнію.
Не було й трьох років, коли до її матері звернулась співробітниця модельного агентства і запропонувала знімати дівчинку в рекламі. Здивована мати запитала у неї, чи хоче вона позувати для незнайомих людей, але Кірстен з радістю погодилась. У 3 роки Данст знялась у першому рекламному ролику і швидко стала однією з найпопулярніших моделей в агентстві Ейлін Форд. Гроші від зйомок йшли на навчання на акторських курсах. Майже щодня мати на машині возила Кірстен у Нью-Йорк на проби та прослуховування. «Ось яким був мій звичайний ранок, — розповідає Кірстен. — Я сиджу на задньому сидінні і повторюю тексти кількох ролей. Щомісяця ми їздили на 20-30 кінопроб, і нам весь час відмовляли. У шоу-бізнесі жахлива конкуренція».
Прийшовши до школи, Кірстен вже вміла читати: на зйомках їй довелося навчитися читати тексти. У рекламі знімалась під час канікул або у другій половині дня, після уроків. Домашні завдання доводилось робити на знімальному майданчику.

## Кар'єра
В кіно дебютувала в 1989 р. у стрічці Вуді Аллена «Нью-йоркські історії». Невдовзі після цього її родина переїхала до Лос-Анджелеса, де кар'єра юної акторки почала швидко розвиватись.
Роль маленької вампірки Клодії в «Інтерв'ю з вампіром» (1994) стала для Данст зоряною. Режисер Ніл Джордан обрав її з-поміж 5000 претенденток. «У ній поєднуються зовнішність дитини та досвід 35-річної акторки», — казав про 12-річну Данст Том Круз про свою 12-річну партнерку. Її гру було відзначено нагородами чиказьких і бостонських критиків, преміями «Сатурн», «MTV Movie Awards» та «Young Star Awards» і номінацією на «Золотий глобус», а журнал «People» заніс Данст до списку 50 найвродливіших людей планети.
В наступні роки Кірстен Данст багато знімалась із зірками першої величини: Вайноною Райдер («Маленькі жінки»), Робіном Вільямсом («Джуманджі»), Робертом Де Ніро та Дастіном Гоффманом («Шахрайство»). Вона також озвучила Анастасію в однойменному анімаційному хіті 1997 р. і зіграла в епізодах кількох телесеріалів (зокрема у «Швидкій допомозі»).
Починаючи з 1999 р. Данст виконує вже дорослі ролі. Одним із її найкращих творчих досягнень вважається образ Люкс Лізбон у «Незайманках-самогубцях» (1999) Софії Копполи, а комерційним — роль у блокбастері «Людина-павук» (2002), яка принесла Данст черговий приз «MTV Movie Awards». У «Посмішці Мони Лізи» (2003) Данст переграла Джулію Робертс, а продовження «Людини-павука», в якому вона повернулась до ролі Мері Джейн, майже повторило касові рекорди першої частини. Данст зіграла і в наступних сиквелах Франшизи, а також виконала головну роль у стрічці «Марія Антуанетта».
2011 року роль Жюстін, що впадає в депресію після весілля, у фільмі Ларса фон Трієра «Меланхолія» принесла акторці високі оцінки кінокритики, а також приз за найкращу жіночу роль Каннського кінофестивалю.
У 2021 році Данст зіграла у вестерні режисерки Джейн Кемпіон «У руках пса». 3а роль удови та матері-одиначки Роуз Ґордон вона отримала схвальну критику і номінації на премію «Золотий глобус», премію Гільдії кіноакторів США, а також першу в кар'єрі номінацію на премію «Оскар».

## Фільмографія

### Кінофільми
| Рік  |    | Українська назва                                  | Оригінальна назва                                 | Роль                            |
| ---- | -- | ------------------------------------------------- | ------------------------------------------------- | ------------------------------- |
| 1989 | ф  | Нью-Йоркські історії                              | New York Stories                                  | донька Лізи                     |
| 1990 | ф  | Багаття марнославства                             | The Bonfire of the Vanities                       | Кемпбелл Маккой                 |
| 1992 | ф  | Нерви на межі                                     | High Strung                                       | юна дівчина                     |
| 1994 | ф  | Жадібний                                          | Greedy                                            | Джолін                          |
| 1994 | ф  | Інтерв'ю з вампіром                               | Interview with the Vampire:The Vampire Chronicles | Клодія                          |
| 1994 | ф  | Маленькі жінки                                    | Little Women                                      | Емі Марч                        |
| 1994 | мф | Таємниця третьої планети                          | Тайна третьей планеты                             | Аліса Селезньова (англ. дубляж) |
| 1995 | мф | Снігова королева                                  | Снежная королева                                  | Герда (англ. дубляж)            |
| 1995 | ф  | Джуманджі                                         | Jumanji                                           | Джуді                           |
| 1996 | ф  | Мати темрява                                      | Mother Night                                      | юна Ресі Нот                    |
| 1997 | ф  |                                                   | True Heart                                        | Бонні                           |
| 1997 | мф | Анастасія                                         | Anastasia                                         | юна Анастасія (озвучення)       |
| 1997 | ф  | Хвіст крутить собакою                             | Wag the Dog                                       | Трейсі Лайм                     |
| 1998 | а  | Служба доставки Кікі, юної відьми                 | 魔女の宅急便                                      | Кікі (англ. дубляж)             |
| 1998 | ф  | Солдатики                                         | Small Soldiers                                    | Крісті Фімпл                    |
| 1998 | мф |                                                   | The Animated Adventures of Tom Sawyer             | Беккі Тетчер (озвучення)        |
| 1999 | ф  | Вбивча краса                                      | Drop Dead Gorgeous                                | Амбер Аткінс                    |
| 1999 | ф  | Незайманки-самогубці                              | The Virgin Suicides                               | Люкс                            |
| 1999 | ф  | Подруги президента                                | Dick                                              | Бетсі Джобс                     |
| 2000 | ф  | Ворон 3: Спасіння                                 | The Crow: Salvation                               | Ерін Рендалл                    |
| 2000 | ф  | Місто удачі                                       | Luckytown                                         | Лідда Дойлс                     |
| 2000 | ф  | Добийся успіху                                    | Bring It On                                       | Торренс Шипман                  |
| 2000 | ф  | У глибині                                         | Deeply                                            | Сіллі                           |
| 2001 | ф  | Вірус кохання                                     | Get Over It                                       | Келлі                           |
| 2001 | ф  | Божевільна і прекрасна                            | Crazy / Beautiful                                 | Ніколь                          |
| 2001 | ф  | Смерть у Голлівуді                                | The Cat's Meow                                    | Меріон Дейвіс                   |
| 2001 | ф  |                                                   | All Forgotten                                     | Зінаїда                         |
| 2002 | ф  | Людина-павук                                      | Spider-Man                                        | Мері Джейн Вотсон               |
| 2003 | ф  | Легковажність                                     | Levity                                            | Софія Меллінгер                 |
| 2003 | мф | Каєна: Пророцтво                                  | Kaena: The Prophecy                               | Каена (озвучення)               |
| 2003 | ф  | Усмішка Мони Лізи                                 | Mona Lisa Smile                                   | Бетті Ворен                     |
| 2004 | ф  | Вічне сяйво чистого розуму                        | Eternal Sunshine of the Spotless Mind             | Мері                            |
| 2004 | ф  | Людина-павук 2                                    | Spider-Man 2                                      | Мері Джейн Вотсон               |
| 2004 | ф  | Вімблдон                                          | Wimbledon                                         | Ліззі Бредбері                  |
| 2005 | ф  | Елізабеттаун                                      | Elizabethtown                                     | Клер Колберн                    |
| 2006 | ф  | Марія-Антуанетта                                  | Marie-Antoinette                                  | Марія-Антуанетта                |
| 2007 | ф  | Людина-павук 3                                    | Spider-Man 3                                      | Мері Джейн Вотсон               |
| 2008 | ф  | Як втратити друзів і змусити всіх тебе ненавидіти | How to Lose Friends & Alienate People             | Елісон Олсен                    |
| 2010 | ф  | Все найкраще                                      | All Good Things                                   | Кеті Маркс                      |
| 2011 | ф  | Меланхолія                                        | Melancholia                                       | Жюстін                          |
| 2012 | ф  | Холостячки                                        | Bachelorette                                      | Реган Кроуфорд                  |
| 2012 | ф  | На дорозі                                         | On the Road                                       | Каміль Моріарті                 |
| 2012 | ф  | Паралельні світи                                  | Upside Down                                       | Еден                            |
| 2013 | ф  | Елітне суспільство                                | The Bling Ring                                    | камео                           |
| 2013 | ф  | Телеведучий: Легенда продовжується                | Anchorman 2: The Legend Continues                 | камео                           |
| 2014 | ф  | Дволикий січень                                   | The Two Faces of January                          | Коллетт Макфарленд              |
| 2016 | ф  | Спецвипуск опівночі                               | Midnight Special                                  | Сара Томлін                     |
| 2016 | ф  | Приховані фігури                                  | Hidden Figures                                    | Вівіан Джесон                   |
| 2017 | ф  | Обдурений                                         | The Beguiled                                      | Едвіна Дебні                    |
| 2017 | ф  |                                                   | Woodshock                                         | Тереза                          |
| 2021 | ф  | У руках пса                                       | The Power of the Dog                              | Роуз Ґордон                     |
| 2024 | ф  | Громадянська війна                                | Civil War                                         | Лі                              |
| 2025 | ф  | Покрівельник                                      | Roofman                                           | Лі Вейнскотт                    |

### Телебачення
| Рік       |    | Українська назва                     | Оригінальна назва                    | Роль                                                  |
| --------- | -- | ------------------------------------ | ------------------------------------ | ----------------------------------------------------- |
| 1993      | с  |                                      | Sisters                              | Марголіс (2 епізоди)                                  |
| 1993      | тф |                                      | Darkness Before Dawn                 | Сандра Гард                                           |
| 1993      | с  | Зоряний шлях: Наступне покоління     | Star Trek: Next Generation           | Гедріл (Епізод: "Dark Page")                          |
| 1996      | с  | Дотик янгола                         | Touched by an Angel                  | Емі Енн Маккой (Епізод: "Into the Light")             |
| 1996      | тф |                                      | The Siege at Ruby Ridge              | Сара Вівер                                            |
| 1996—1997 | с  | Швидка допомога                      | ER                                   | Чарлі Чімінго (6 епізодів)                            |
| 1997      | с  | За межею можливого                   | The Outer Limits                     | Джойс Тейлор (Епізод: "Music of the Spheres")         |
| 1997      | тф | Вежа жаху                            | Tower of Terror                      | Анна Петтерсон                                        |
| 1998      | тф | 15 і вагітна                         | Fifteen and Pregnant                 | Тіна Шпенглер                                         |
| 1998      | с  |                                      | Stories from My Childhood            | Аліса / Іветт (2 епізоди)                             |
| 1999      | тф | Арифметика диявола                   | The Devil's Arithmetic               | Ханна Стерн                                           |
| 2002      | с  | Суботнього вечора в прямому ефірі    | Saturday Night Live                  | гість (Епізод: "Kirsten Dunst / Eminem")              |
| 2014      | с  | Космос: подорож у просторі та часі   | Cosmos: A Spacetime Odyssey          | Сесілія Пейн-Гапошкіна (Епізод: "Sisters of the Sun") |
| 2015      | с  | Фарґо                                | Fargo                                | Пеґі Бламквіст (10 епізодів)                          |
| 2017      | с  | Чорне дзеркало                       | Black Mirror                         | камео (Епізод: "Космічний човен Калістер")            |
| 2018      | с  | Історія напідпитку                   | Drunk History                        | Агата Крісті (Епізод: "Drunk Mystery")                |
| 2019      | с  | Як стати богом у центральній Флориді | On Becoming a God in Central Florida | Крістал Стаббс (10 епізодів)                          |

### Відеоігри
| Рік  |    | Українська назва | Оригінальна назва | Роль              |
| ---- | -- | ---------------- | ----------------- | ----------------- |
| 2004 | вг | Spider-Man 2     | Spider-Man 2      | Мері Джейн Вотсон |

## Нагороди та номінації
| Нагорода                                   | Рік  | Категорія                                               | Робота                               | Результат   |
| ------------------------------------------ | ---- | ------------------------------------------------------- | ------------------------------------ | ----------- |
| Оскар                                      | 2022 | Найкраща жіноча роль другого плану                      | У руках пса                          | Номінація   |
| Золотий глобус                             | 1995 | Найкраща жіноча роль другого плану — кінофільм          | Інтерв'ю з вампіром                  | Номінація   |
| Золотий глобус                             | 2016 | Найкраща жіноча роль мінісеріалу або телефільму         | Фарґо                                | Номінація   |
| Золотий глобус                             | 2020 | Найкраща жіноча роль у телесеріалі — комедія або мюзикл | Як стати богом у центральній Флориді | Номінація   |
| Золотий глобус                             | 2022 | Найкраща жіноча роль другого плану — кінофільм          | У руках пса                          | Номінація   |
| Еммі                                       | 2016 | Найкраща жіноча роль мінісеріалу або телефільму         | Фарґо                                | Номінація   |
| Премія Гільдії кіноакторів США             | 2017 | Найкращий акторський склад в ігровому кіно              | Приховані фігури                     | Перемога    |
| Премія Гільдії кіноакторів США             | 2022 | Найкраща жіноча роль другого плану                      | У руках пса                          | Номінація   |
| Супутник                                   | 2016 | Найкраща акторка драматичного серіалу                   | Фарґо                                | Номінація   |
| Супутник                                   | 2017 | Найкращий акторський ансамбль у фільмі                  | Приховані фігури                     | Перемога    |
| Супутник                                   | 2022 | Найкращий акторський ансамбль у фільмі                  | У руках пса                          | Перемога    |
| Супутник                                   | 2022 | Найкраща акторка другого плану                          | У руках пса                          | Перемога    |
| Кінопремія «Вибір критиків»                | 2017 | Найкращий акторський склад                              | Приховані фігури                     | Номінація   |
| Кінопремія «Вибір критиків»                | 2022 | Найкращий акторський склад                              | У руках пса                          | Номінація   |
| Кінопремія «Вибір критиків»                | 2022 | Найкраща акторка другого плану                          | У руках пса                          | Номінація   |
| Вибір телевізійних критиків                | 2016 | Найкраща жіноча роль у мінісеріалі або телефільмі       | Фарґо                                | Перемога    |
| Вибір телевізійних критиків                | 2020 | Найкраща жіноча роль у серіалі — комедія                | Як стати богом у центральній Флориді | Номінація   |
| Європейський кіноприз                      | 2011 | Найкраща акторка                                        | Меланхолія                           | Номінація   |
| Каннський кінофестиваль                    | 2011 | Приз за найкращу жіночу роль                            | Меланхолія                           | Перемога    |
| Міжнародний кінофестиваль у Мар-дель-Плата | 2001 | Приз за найкращу жіночу роль                            | Смерть у Голлівуді                   | Перемога    |
| Сатурн                                     | 1995 | Найкращий молодий актор чи акторка                      | Інтерв'ю з вампіром                  | Перемога    |
| Сатурн                                     | 1996 | Найкращий молодий актор чи акторка                      | Джуманджі                            | Номінація   |
| Сатурн                                     | 2003 | Найкраща кіноакторка                                    | Людина-павук                         | Номінація   |
| Сатурн                                     | 2012 | Найкраща кіноакторка                                    | Меланхолія                           | Перемога    |
| AACTA                                      | 2012 | Найкраща жіноча роль                                    | Меланхолія                           | Номінація   |
| AACTA                                      | 2022 | Найкраща жіноча роль другого плану                      | У руках пса                          | Номінація   |
| MTV Movie Awards                           | 1995 | Найкращий прорив року                                   | Інтерв'ю з вампіром                  | Перемога    |
| MTV Movie Awards                           | 2003 | Найкраща жіноча роль                                    | Людина-павук                         | Номінація   |
| MTV Movie Awards                           | 2003 | Найкращий поцілунок (разом із Тобі Маґвайером)          | Людина-павук                         | Перемога    |
| Альянс жінок-кіножурналістів               | 2012 | Найкраща акторка                                        | Меланхолія                           | Перемога    |
| Альянс жінок-кіножурналістів               | 2022 | Найкраща акторка другого плану                          | У руках пса                          | Перемога    |
| Асоціація кінокритиків Айови               | 2022 | Найкраща акторка другого плану                          | У руках пса                          | Друге місце |
| Асоціація кінокритиків Далласа/Форт-Верт   | 1995 | Найкраща акторка другого плану                          | Інтерв'ю з вампіром                  | Номінація   |
| Асоціація кінокритиків Далласа/Форт-Верт   | 2011 | Найкраща акторка                                        | Меланхолія                           | Номінація   |
| Асоціація кінокритиків Далласа/Форт-Верт   | 2021 | Найкраща акторка другого плану                          | У руках пса                          | Номінація   |
| Асоціація кінокритиків Остіна              | 2022 | Найкраща акторка другого плану                          | У руках пса                          | Перемога    |
| Асоціація кінокритиків Торонто             | 2022 | Найкраща акторка другого плану                          | У руках пса                          | Друге місце |
| Асоціація кінокритиків Чикаго              | 1995 | Акторка, яка подає найбільші надії                      | Інтерв'ю з вампіром                  | Перемога    |
| Асоціація кінокритиків Чикаго              | 1995 | Найкраща акторка другого плану                          | Інтерв'ю з вампіром                  | Номінація   |
| Асоціація онлайн-кінокритиків Бостона      | 2021 | Найкраща акторка другого плану                          | У руках пса                          | Перемога    |
| Асоціація Південно-Східних кінокритиків    | 2021 | Найкраща акторка другого плану                          | У руках пса                          | Перемога    |
| Лондонський гурток кінокритиків            | 2012 | Найкраща акторка року                                   | Меланхолія                           | Номінація   |
| Лондонський гурток кінокритиків            | 2022 | Найкраща акторка року в другорядній ролі                | У руках пса                          | Номінація   |
| Коло кінокритиків Атланти                  | 2021 | Найкраща акторка другого плану                          | У руках пса                          | Перемога    |
| Коло кінокритиків Канзас-Сіті              | 2012 | Найкраща акторка                                        | Меланхолія                           | Перемога    |
| Коло кінокритиків Оклахоми                 | 2022 | Найкраща акторка другого плану                          | У руках пса                          | Перемога    |
| Коло кінокритиків Оклахоми                 | 2022 | Найкращий акторський склад                              | У руках пса                          | Друге місце |
| Коло кінокритиків Сан-Франциско            | 2022 | Найкраща акторка другого плану                          | У руках пса                          | Перемога    |
| Коло кінокритиків Фенікса                  | 2021 | Найкраща акторка другого плану                          | У руках пса                          | Перемога    |
| Спілка кінокритиків Бостона                | 1994 | Найкраща акторка другого плану                          | Інтерв'ю з вампіром                  | Перемога    |
| Спілка кінокритиків Бостона                | 1994 | Найкраща акторка другого плану                          | Маленькі жінки                       | Перемога    |
| Спілка кінокритиків Денвера                | 2012 | Найкраща акторка                                        | Меланхолія                           | Номінація   |
| Спілка кінокритиків Денвера                | 2022 | Найкраща акторка другого плану                          | У руках пса                          | Номінація   |
| Спілка кінокритиків Північної Дакоти       | 2022 | Найкраща акторка другого плану                          | У руках пса                          | Перемога    |
| Спілка онлайн-кінокритиків                 | 2012 | Найкраща акторка                                        | Меланхолія                           | Номінація   |
| Спілка онлайн-кінокритиків                 | 2022 | Найкраща акторка другого плану                          | У руках пса                          | Перемога    |